# 原発ジプシー
『原発ジプシー』（げんぱつジプシー）は、日本のフリーライターである堀江邦夫が1979年に発表したノンフィクションである。

## 解説
日本において原子力発電所（以下「原発」という）の定期点検時には、原発を運転する電力会社の正社員ではなく関電プラントなど原発の保全業務を担当する会社の下請け企業に一時的に雇用された労働者が、点検業務にあたる。
ノンフィクションライターである堀江は原子力発電所の「素顔」が見えない事にいらだちを感じ、1978年9月から翌1979年4月にかけて、実際に労働者として原子力発電所での作業に従事した。
美浜原発（関西電力）、 福島第一原発（東京電力）、敦賀原発（日本原子力発電）で就労した経験をもとに彼ら労働者をジプシーになぞらえて「原発ジプシー」と呼んだ。1984年には文庫版の発刊に伴い加筆が行われ、2011年には、本文中堀江以外の人物に関する記述の多くを削除し『原発労働記』と改題して発刊された。
なお、1979年に初版を出した現代書館からも、2011年5月『原発ジプシー』〔増補改訂版〕として復刊されているが、こちらはノーカットで収録・加筆されており、さらに、文庫本の『原発労働記』では削除された1984年文庫版への「あとがき」も収録されている。
文庫版のあとがきによれば、出版後に反響として300通以上の手紙が寄せられた。また、電力会社が本書では仮名であった登場人物の本名を割り出そうと「血まなこになっている」との後日談が、かつての同僚からもたらされてもいる。

## 著者の問題提起
堀江は本書によって、当時の臨時雇用の原発労働者や労働環境に関し、以下のような問題提起を行った。

### 給与のピンハネ
1人の労働者に対し元請け企業から日当15,000円が下請け企業に支払われていると推定されるものの、労働者自身には5,500円しか渡らず、9,500円を下請けがピンハネしていると考えられる事例が紹介される。

### 労働災害
電力会社が労働災害を嫌う事例が紹介されている。筆者が作業中に3週間の怪我を負った際には、事故を隠したいなどの理由により、雇用した下請け会社の安全管理者より、治療費を会社で負担し休養中の給与も補償するとの申し出を受けている。また、労働者が会社に労災を認めさせたものの、会社から原発構内以外の場所で負傷したことにするよう求められた事例が紹介される。

### 労働者の被曝
労働者の放射線被曝を防ぐ意識が低かった頃は、人手が足りなければ放射線管理教育もせずに放射線管理区域に労働者を入れて被曝させるなど、放射線の管理が杜撰であった例が紹介されている。
労働者の中には、自分の被曝が原因となって生まれてくる子供が障害を持つことを心配する人もいる。
原発で働く前に生まれた子供は健常であったが原発就労後に生まれた子供に指がなかったため転職した事例が紹介される。就労者の子供が奇形をもって生まれた例を見聞きしたことも紹介される(ただしこれらが放射線障害に起因した現象とは断定していない)。

### 外国人労働者との格差
ゼネラル・エレクトリックの労働者が日本に来て福島原発の修理をしたり、敦賀原発など他の原発でも就労している事例が紹介されている。こうした外国人労働者には日本人労働者より高い数値にセットしたアラームメータを与えられ、1日に700ミリレムを被曝するものの数日で交代する例もあった。給料は非常に高額であったが、彼らの出身はスラム街であったり、刑務所を出た者であったりしたと言われていた。計画線量が日本人労働者の10倍の1,000ミリレムであった事例もあった。

## 書誌情報
単行本
- 堀江邦夫『原発ジプシー』現代書館、1979年 ISBN 4-7684-5512-3
- 堀江邦夫『原発ジプシー 被曝下請け労働者の記録』現代書館増補改訂版、2011年5月31日、ISBN 978-4-7684-5659-0

文庫本
- 堀江邦夫『原発ジプシー』講談社〈講談社文庫〉、1984年10月15日第1刷、ISBN 4-06-183354-5
- 堀江邦夫『原発労働記』講談社〈講談社文庫〉、2011年5月13日、ISBN 978-4-06-277000-2